# Boris Łagutin
Boris Nikołajewicz Łagutin (ros. Борис Николаевич Лагутин, ur. 24 czerwca 1938 w Moskwie, zm. 4 września 2022) – rosyjski pięściarz walczący w barwach Związku Radzieckiego, dwukrotny mistrz olimpijski i dwukrotny mistrz Europy.

## Życiorys
Boris Łagutin walczył w wadze lekkośredniej (do 71 kg). Rozpoczął międzynarodowe starty od udziału w XIX Letnich Igrzyskach Olimpijskich w 1960 roku w Rzymie, gdzie zdobył brązowy medal po porażce w półfinale z późniejszym mistrzem Wilbertem McClure ze Stanów Zjednoczonych. Podczas XIV Mistrzostw Europy w 1961 roku w Belgradzie zdobył złoty medal. Powtórzył ten sukces podczas XV Mistrzostw Europy w 1963 roku w Moskwie.
Został mistrzem olimpijskim podczas XVIII Letnich Igrzysk Olimpijskich w 1964 roku w Tokio, gdzie w półfinale pokonał Józefa Grzesiaka, a w finale Josepha Gonzalesa z Francji.
Po zdobyciu złotego medalu olimpijskiego zakończył karierę bokserską w 1965 roku, ale wznowił ją w 1968 roku. W mistrzostwach Związku Radzieckiego pokonał Wiktora Agiejewa i Walerija Triegubowa, dzięki czemu uzyskał nominację do reprezentacji Związku Radzieckiego na XIX Letnie Igrzyska Olimpijskie w Meksyku. Podczas tych igrzysk ponownie zdobył złoty medal, wygrywając w finale z Rolando Garbeyem z Kuby. Po igrzyskach definitywnie zakończył uprawianie boksu.
Boris Łagutin był mistrzem Związku Radzieckiego w latach 1959, 1961, 1962, 1963, 1964 i 1968, a także wicemistrzem w 1960. Stoczył 298 walk, z których wygrał 287.
Ukończył studia na Wydziale Biologii Uniwersytetu im. Michaiła Łomonosowa. W latach 1977–1982 był przewodniczącym Federacji Boksu Związku Radzieckiego.
Pochowany na Cmentarzu Trojekurowskim.